# Empire (biologie)
Pour les articles homonymes, voir Empire (homonymie).
En biologie, l'empire (en latin imperium) est une catégorie taxonomique supérieure à celle du règne. Il est parfois considéré comme un synonyme du terme plus récent de domaine. Toutefois, ces notions ne se recouvrent pas totalement. En particulier, le terme d'empire est préféré dans le contexte de la systématique évolutionniste ou bien dans le cadre du « modèle à deux empires ».

## Historique
Historiquement, c'est le terme empire qui a été proposé en premier, par analogie avec la domination d'un empire sur des royaumes vassaux (les « règnes » de la classification). Linné arrangeait tous les objets naturels à l'intérieur de trois règnes (minéral, végétal et animal) dont, à partir de la dixième édition (1758) du Systema Naturae, il définissait les frontières au sein de l'empire de la nature : Imperium Naturae. Dès 1766, Pallas divisait la nature en deux empires. Ce sont deux groupes (les corps bruts et les êtres organisés) que Pallas a placés au-dessus des règnes sous la dénomination d'empires : l'empire inorganique constitué par le règne minéral, et l'empire comprenant les deux règnes animal et végétal. Aujourd'hui on parle plutôt de monde inerte et de monde vivant.

## Modèle à deux empires
Au XXe siècle, le terme d'empire a été employé pour désigner la structure radicalement différente des procaryotes et des eucaryotes (voir aussi plan d'organisation).
Selon Thomas Cavalier-Smith (1998) :
1. Empire Prokaryota
  1. Règne Bacteria
    1. Sous-règne Unibacteria
    2. Sous-règne Negibacteria
2. Empire Eukaryota
  1. Règne Protozoa
  2. Règne Animalia
  3. Règne Fungi
  4. Règne Plantae
  5. Règne Chromista

Voir également Mayr (1998)

## Variantes
Pour la plupart des taxonomistes, le domaine est équivalent au superrègne. On trouve cependant parfois des classifications où le choix a été fait d'intercaler les rangs de sous-domaine et de superrègne entre le domaine et le règne.
Des variantes de classification sont élaborées par glissement de rang des taxons supérieurs.

### Classification à deux domaines

#### Selon Ernst Mayr (1990)
En 1990, le systématicien évolutionniste Mayr retient un système naturel d'organismes à deux domaines divisés en quatre sous-domaines :
- Domaine Prokaryota (Monera)
  - Sous-domaine Eubacteria
  - Sous-domaine Archaebacteria
    - Règne Crenarchaeota
    - Règne Euryarchaeota
- Domaine Eukaryota
  - Sous-domaine Protista
  - Sous-domaine Metabionta
    - Règne Metaphyta (plantes)
    - Règne Fungi
    - Règne Metazoa (animaux)

#### Selon Radhey S. Gupta (1998)
En 1998, Gupta propose une classification à la suite de ses travaux sur les liens phylogénétiques et structuraux unissant les bactéries à Gram positif et les archébactéries.
1. Domaine Eucaryotae
2. Domaine Procaryotae
  1. Sous-domaine Monodermata
    1. Sous-sous-domaine Archaebacteria
      1. Division Euryarchaeota
      2. Division Crenarchaeota

    2. Sous-sous-domaine "bactéries à Gram positif"
      1. Division "Low G+C"
      2. Division "High G+C"

  2. Sous-domaine Didermata (bactéries à Gram négatif)

### Classification à deux superrègnes

#### Selon Robert H. Wittaker et Lynn Margulis (1978)
En 1978, Whittaker et Margulis s'accordent sur une classification des organismes suivant deux super règnes et cinq règnes :
- Superrègne Prokaryota
  - Règne I. Monera
- Superrègne Eukaryota
  - Règne II. Protista ou Protoctista
  - Règne III. Animalia
  - Règne IV. Fungi
  - Règne V. Plantae

#### Selon Charles Jeffrey (1982)
En 1982, le botaniste Jeffrey propose une classification à deux superrègnes développés différemment en cinq règnes :
- Superrègne Prokaryota
  - Règne I. Bacteriobiota
  - Règne II. Archeobacteriobiota
- Superrègne Eukaryota
  - Règne III. Phytobiota
  - Règne IV. Mycobiota
  - Règne V. Zoobiota

#### Selon Thomas Cavalier-Smith (1987)
En 1987, Cavalier-Smith présente une classification rangée en deux superrègnes et sept règnes :
- Superrègne 1. Prokaryota
  - Règne 1. Eubacteria
  - Règne 2. Archaebacteria  (= Metabacteria)
- Superrègne 2. Eukaryota
  - Règne 1. Protozoa
  - Règne 2. Chromista
  - Règne 3. Fungi
  - Règne 4. Plantae
  - Règne 5. Animalia

#### Selon Lynn Margulis et Michael J. Chapman (2009)
Les biologistes Margulis et Chapman (2009)
proposent une classification taxonomique du vivant où le domaine est une division du règne et dont l'articulation entre taxons se résume ainsi :

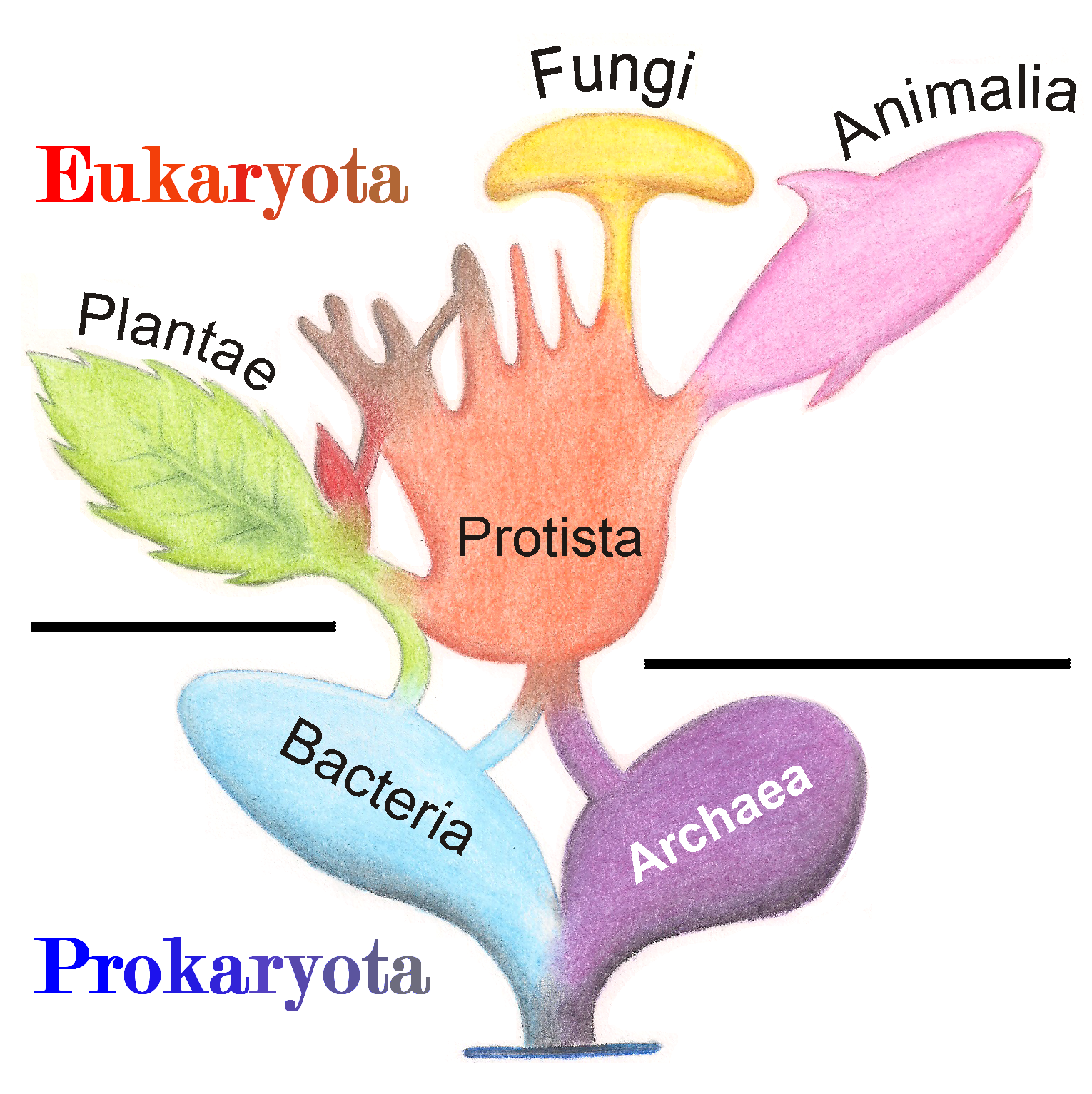
Origine des eucaryotes selon la théorie endosymbiotique.

- Superrègne Prokarya
  - Règne Bacteria
    - Domaine Archaea
    - Domaine Eubacteria
- Superrègne Eukarya
  - Règne Protoctista (Hogg 1860)
  - Règne Animalia
  - Règne Fungi
  - Règne Plantae

#### Selon Michael A. Ruggieroet al.(2015)
Les biologistes Ruggiero et al. (2015), incluant Cavalier-Smith, développent une classification des organismes vivants subdivisée en deux superrègnes et sept règnes, selon le schéma simplifié suivant :
- Superrègne Prokaryota
  - Règne Archaea  (= Archaebacteria)
  - Règne Bacteria (= Eubacteria)
- Superrègne Eukaryota
  - Règne Protozoa
  - Règne Chromista
  - Règne Fungi
  - Règne Plantae
  - Règne Animalia

## Critiques
Pour les cladistes le modèle à deux empires n'est pas pertinent car il admet des taxons paraphylétiques comme les procaryotes[réf. nécessaire]. Cette critique n'est cependant pas acceptée par les évolutionnistes puisque selon eux, les groupes paraphylétiques peuvent servir à créer une classification.

## Évolution des systèmes de classification
| Linné 1735 2 règnes | Haeckel 1866 3 règnes | Chatton 1925, 2 empires | Copeland 1938, 4 règnes | Whittaker 1969 5 règnes | Woese et al. 1977, 6 règnes | Woese et al. 1990 3 domaines | Cavalier-Smith 1993, 2 empires et 8 règnes | Cavalier-Smith 1993, 2 empires et 8 règnes | Cavalier-Smith 1998, 2 empires et 6 règnes | Cavalier-Smith 1998, 2 empires et 6 règnes | Ruggiero et al. 2015, 2 empires et 7 règnes | Ruggiero et al. 2015, 2 empires et 7 règnes | Catalogue of Life 2025 3 domaines et 13 règnes | Catalogue of Life 2025 3 domaines et 13 règnes |
| ------------------- | --------------------- | ----------------------- | ----------------------- | ----------------------- | --------------------------- | ---------------------------- | ------------------------------------------ | ------------------------------------------ | ------------------------------------------ | ------------------------------------------ | ------------------------------------------- | ------------------------------------------- | ---------------------------------------------- | ---------------------------------------------- |
| (non traités)       | Protista              | Prokaryota              | Monera                  | Monera                  | Eubacteria                  | Bacteria                     | P r o k a r y o t a                        | Eubacteria                                 | P r o k a r y o t a                        | Bacteria                                   | P r o k a r y o t a                         | Bacteria                                    | B a c t e r i a                                | Bacillati                                      |
| (non traités)       | Protista              | Prokaryota              | Monera                  | Monera                  | Eubacteria                  | Bacteria                     | P r o k a r y o t a                        | Eubacteria                                 | P r o k a r y o t a                        | Bacteria                                   | P r o k a r y o t a                         | Bacteria                                    | B a c t e r i a                                | Fusobacteriati                                 |
| (non traités)       | Protista              | Prokaryota              | Monera                  | Monera                  | Eubacteria                  | Bacteria                     | P r o k a r y o t a                        | Eubacteria                                 | P r o k a r y o t a                        | Bacteria                                   | P r o k a r y o t a                         | Bacteria                                    | B a c t e r i a                                | Pseudomonadati                                 |
| (non traités)       | Protista              | Prokaryota              | Monera                  | Monera                  | Eubacteria                  | Bacteria                     | P r o k a r y o t a                        | Eubacteria                                 | P r o k a r y o t a                        | Bacteria                                   | P r o k a r y o t a                         | Bacteria                                    | B a c t e r i a                                | Thermotogati                                   |
| (non traités)       | Protista              | Prokaryota              | Monera                  | Monera                  | Archaebacteria              | Archaea                      | P r o k a r y o t a                        | Archaebacteria                             | P r o k a r y o t a                        | Bacteria                                   | P r o k a r y o t a                         | Archaea                                     | A r c h a e a                                  | Methanobacteriati                              |
| (non traités)       | Protista              | Prokaryota              | Monera                  | Monera                  | Archaebacteria              | Archaea                      | P r o k a r y o t a                        | Archaebacteria                             | P r o k a r y o t a                        | Bacteria                                   | P r o k a r y o t a                         | Archaea                                     | A r c h a e a                                  | Nanobdellati                                   |
| (non traités)       | Protista              | Prokaryota              | Monera                  | Monera                  | Archaebacteria              | Archaea                      | P r o k a r y o t a                        | Archaebacteria                             | P r o k a r y o t a                        | Bacteria                                   | P r o k a r y o t a                         | Archaea                                     | A r c h a e a                                  | Promethearchaeati                              |
| (non traités)       | Protista              | Prokaryota              | Monera                  | Monera                  | Archaebacteria              | Archaea                      | P r o k a r y o t a                        | Archaebacteria                             | P r o k a r y o t a                        | Bacteria                                   | P r o k a r y o t a                         | Archaea                                     | A r c h a e a                                  | Thermoproteati                                 |
| (non traités)       | Protista              | Eukaryota               | Protoctista             | Protista                | Protista                    | Eucarya                      | E u k a r y o t a                          | Archezoa                                   | E u k a r y o t a                          | Protozoa                                   | E u k a r y o t a                           | Protozoa                                    | E u k a r y o t a                              | Protozoa                                       |
| (non traités)       | Protista              | Eukaryota               | Protoctista             | Protista                | Protista                    | Eucarya                      | E u k a r y o t a                          | Protozoa                                   | E u k a r y o t a                          | Protozoa                                   | E u k a r y o t a                           | Protozoa                                    | E u k a r y o t a                              | Protozoa                                       |
| (non traités)       | Protista              | Eukaryota               | Protoctista             | Protista                | Protista                    | Eucarya                      | E u k a r y o t a                          | Chromista                                  | E u k a r y o t a                          | Chromista                                  | E u k a r y o t a                           | Chromista                                   | E u k a r y o t a                              |                                                |
| Vegetabilia         | Plantae               | Eukaryota               | Plantae                 | Plantae                 | Plantae                     | Eucarya                      | E u k a r y o t a                          | Chromista                                  | E u k a r y o t a                          | Chromista                                  | E u k a r y o t a                           | Chromista                                   | E u k a r y o t a                              | Chromista                                      |
| Vegetabilia         | Plantae               | Eukaryota               | Plantae                 | Plantae                 | Plantae                     | Eucarya                      | E u k a r y o t a                          | Plantae                                    | E u k a r y o t a                          | Plantae                                    | E u k a r y o t a                           | Plantae                                     | E u k a r y o t a                              | Plantae                                        |
| Vegetabilia         | Plantae               | Eukaryota               | Plantae                 | Fungi                   | Fungi                       | Eucarya                      | E u k a r y o t a                          | Fungi                                      | E u k a r y o t a                          | Fungi                                      | E u k a r y o t a                           | Fungi                                       | E u k a r y o t a                              | Fungi                                          |
| Animalia            | Animalia              | Eukaryota               | Animalia                | Animalia                | Animalia                    | Eucarya                      | E u k a r y o t a                          | Animalia                                   | E u k a r y o t a                          | Animalia                                   | E u k a r y o t a                           | Animalia                                    | E u k a r y o t a                              | Animalia                                       |

## Autres rangs taxonomiques
Les rangs taxonomiques utilisés en systématique linnéenne pour indiquer la hiérarchie entre les taxons nommés dans la classification du monde vivant sont les suivants (par ordre décroissant) :
- Super-règne, Empire, Domaine (Superregnum, Imperium, Dominium)
- Règne (Regnum)
- Sous-règne (Subregnum)
- Rameau (Ramus, « branch » en anglais)
- Infra-règne (Infraregnum)
  - Super-embranchement, Super-division (Superphylum, Superdivisio)
  - Embranchement, Division (Phylum, Divisio)[b]
  - Sous-embranchement, Sous-division (Subphylum, Subdivisio)
  - Infra-embranchement (Infraphylum)
  - Micro-embranchement (Microphylum)
    - Super-classe (Superclassis)
    - Classe (Classis)
    - Sous-classe (Subclassis)
    - Infra-classe (Infraclassis)
      - Super-ordre (Superordo)
      - Ordre (Ordo)
      - Sous-ordre (Subordo)
      - Infra-ordre (Infraordo)
      - Micro-ordre (Microordo)
        - Super-famille (Superfamilia)
        - Famille (Familia)
        - Sous-famille (Subfamilia)
        - Super-tribu (Supertribus)
        - Tribu (Tribus)
        - Sous-tribu (Subtribus)
          - Genre (Genus)
          - Sous-genre (Subgenus)
          - Section (Sectio)
          - Sous-section (Subsectio)
            - Espèce (Species)
            - Sous-espèce (subspecies) – dernier rang zoologique officiel[c]
            - Variété (varietas) – race étant un rang zoologique informel[c]
            - Sous-variété (subvarietas) – sous-race étant un rang zoologique informel[c]
            - Forme (forma) dernier rang en mycologie – forme étant un rang zoologique informel
            - Sous-forme (subforma)